# Petrodvorcovyj rajon
Il Petrodvorcovyj rajon (in russo Петродворцовый район?) è uno dei rajon in cui è suddivisa la città federale di San Pietroburgo, in Russia.